# Roberto Leal
Roberto José Leal Guillén (Alcalá de Guadaíra, Sevilla; 28 de juny de 1979), més conegut com a Roberto Leal és un periodista, reporter i presentador de televisió.

## Biografia
Llicenciat en periodisme a la Universitat de Sevilla, es va fer conèixer als Informativos Telecinco, (2001-2004); on era redactor i coordinador de les delegacions d'Andalusia.
Després, entre 2004 i 2005, com a reporter d'actualitat en Set Llunes, al Canal Sud; programa presentat per Paco Lobatón.
Entre març i juny de 2005, va exercir com a reporter en Cada dia, de Europroducciones i Antena 3; presentat per María Teresa Campos.
Entre juny de 2005 i març de 2010, va exercir com a reporter a España directo de Mediapro i RTVE, presentat per: Pilar García Muñiz, Mercedes Torre i Beatriz Simó.
Entre maig de 2010 i juny de 2011, va exercir com copresentador de 3D, amb Gloria Serra a Antena 3.
Entre juny de 2011 i agost de 2014, va treballar com a col·laborador i presentador substitut a Espejo público; substituint a Susanna Griso, el nadal de 2011, setmana santa 2012, nadal 2012 i setmana santa 2013 amb Eloísa de Déu; estiu de 2011, amb Alicia Senovilla i Romina Belluscio; estiu 2012-2014, nadal 2013 i setmana santa 2014 amb Sandra Daviú.
Entre 2012 i 2014, va presentar El estirón a Nova.
El 2012, va copresentar Te lo merces amb Paula Vázquez a Antena 3.
Des de 15 de setembre de 2014 fins a 2 de novembre de 2018, va presentar Espanya Directe; a TVE, primer amb Sandra Daviú, fins al 28 de maig de 2015 i des de llavors ho va fer en solitari.
Nacho Velázquez exerceix de director fins a 2015, i des de llavors, Kike Álvarez.
El 2015, va presentar Los Vengadores en Acción, a Disney Channel.
També va presentar: Telepasión 2016, amb Berta Collado; participant des de 2014, en les edicions presentades per: Ramón García (2014); la de l'any següent, sense presentador (2015) i Anne Igartiburu i Santiago Segura (2017).
El 2016, va participar en la gala 60 anys de TVE, presentada per Raffaella Carrà.
Entre 2014 i 2016, va presentar el sorteig de la Loteria de Nadal per TVE, amb: Sandra Daviú (2014 i 2016); Ana Belén Roy (2015) i Blanca Bell-lloc (2014-2016).
Des de 2015 a 2017, va presentar la Cavalcada de Reyes per TVE, amb Sandra Daviú (2015); Marta Solano i Jacob Petrus (2016) i Marta Solano (2017).
A l'estiu de 2017, va presentar Hotel romántico a TVE.
Des del 22 d'octubre de 2017, presenta OT (Operación Triumfo de TVE, programa que ha tornat a presentar aquest any, 2018.
Des de maig de 2018 presenta Bailando con las estrellas, amb Rocío Muñoz Morales a TVE.
L'11 de novembre de 2018 és nomenat "Orujero major" en la 27ª edició de la Festa del Orujo de Potes.
El març de 2020, Atresmedia li va oferir un contracte per presentar la nova temporada de Pasapalabra i el programa El desafío, produït per 7 y acción, la productora de Pablo Motos. El 14 d'abril de 2020 s'anuncia el seu fitxatge i tornada a Antena 3, amb un contracte de cadena per presentar els programes anteriorment esmentats, però abans Atresmedia li va permetre presentar les emissions restants d'Operación Triunfo i concloure el seu pas per TVE.
| Programes de televisió                                                     | Programes de televisió           | Programes de televisió | Programes de televisió                                                                    |
| Període                                                                    | Títol                            | Notes | Mitjà                                                                                     |
| -------------------------------------------------------------------------- | -------------------------------- | --- | ----------------------------------------------------------------------------------------- |
| juny de 2001 - maig de 2004                                                | Informatius Telecinco            | Coordinador i redactor de finalització de setmana. Responsable de les delegacions d'Andalusia. | Telecinco                                                                                 |
| juny de 2004 - març de 2005                                                | Set Llunes                       | Reporter d'actualitat al programa setmanal de Paco Lobatón. | Canal Sud                                                                                 |
| març de 2005 a juny de 2005                                                | Cada dia                         | Reporter d'actualitat del programa de María Teresa Campos. | Antena 3 i Antena 3 Internacional                                                         |
| juny de 2005 - març de 2010                                                | Espanya Directe                  | Reporter del programa de Pilar García Muñiz, Mercedes Torre, Beatriz Simó i María Ibáñez. Responsable de la secció de gastronomia del programa, recorrent les millors cuines d'Espanya. | La 1 i TVE Internacional                                                                  |
| abril de 2010 - abril de 2011                                              | 3D                               | Copresentador al costat de Gloria Serra. | Antena 3 i Antena 3 Internacional                                                         |
| maig de 2011 - juny de 2011                                                | Hispània un viatge en el temps   | Presentador i director del documental "Hispània, un viatge en el temps". Reportatge de 60 minuts amb els protagonistes de la sèrie d'Antena 3, explicant detalls del rodatge i dels seus personatges, a través de la història de Roma i Hispània.                                                           | Antena 3 i Antena 3 Internacional                                                         |
| juny de 2011 - agost de 2014                                               | Mirall públic                    | Copresentador i col·laborador del programa de Susanna Griso, Albert Castillón, Nacho Abad i Alfonso Egea. Substitucions en vacances: (nadal 2011 i 2012, setmana santa 2012 i 2013 amb Eloisa de Déu; estiu 2011 amb Alicia Senovilla; estiu 2012 a 2014; nadal 2013 i setmana santa 2014 amb Sandra Daviú. | Antena 3 i Antena 3 Internacional                                                         |
| setembre de 2011 a desembre de 2011                                        | Viatge a Downton Abbey           | Presentador i director del documental "Viatge a Downton Abbey". Reportatge de 60 minuts analitzant al detall tots i cadascun dels gestos protocol·laris que es donen en cada capítol de la sèrie i mostrant a fons com és aquesta relació entre els senyors "de dalt" i "els de a baix".                    | Antena 3 i Antena 3 Internacional                                                         |
| setembre de 2012 a novembre de 2012                                        | T'ho mereixes                    | Copresentador amb Paula Vázquez. | Antena 3 i Antena 3 Internacional                                                         |
| juny de 2012 a juny de 2013                                                | La tinent Urgel                  | Col·laborador setmanal del programa d'entreteniment presentat per Cristina Urgel. | Happy FM Radio                                                                            |
| juny de 2012 a juny de 2014                                                | La Veu Lliure                    | Columnista del diari independent "La Veu Lliure". | La Veu Lliure                                                                             |
| gener de 2012 - agost de 2014                                              | El estirón                       | Presentador del programa "El estirón" cada diumenge. Programa que treballava per conscienciar de la importància d'una vida sana i saludable a les famílies, lluitant contra el sedentarisme i fomentant els bons hàbits en els més petits.                                                                  | Nova                                                                                      |
| 2014                                                                       | La teva cara em sona             | Convidat (Gal·la 16) al programa presentat per Manel Fuentes. | Antena 3 i Antena 3 Internacional                                                         |
| 15 de setembre de 2014 - 2 de novembre de 2018                             | Espanya Directe                  | Presentador i guionista. | La 1, RTVE.ES i TVE Internacional                                                         |
| 22 de desembre de 2014, 2015 i 2016                                        | Loteria de Nadal                 | Presentador amb Sandra Daviú (2014 i 2016); Ana Belén Roy (2015) i Blanca Bell-lloc (2014 a 2016). | La 1, RTVE.ES i TVE Internacional                                                         |
| 24 de desembre de 2014, 2015, 2016, 2017 i 2018                            | Telepasión                       | Presentador (2016) amb Berta Collado i participant (24 de desembre de 2014 amb Ramón García, 2015 (sense presentador) i 2017) amb Santiago Segura i Anne Igartiburu | La 1, RTVE.ES i TVE Internacional                                                         |
| 5 de gener de 2015, 2016 i 2017                                            | Cavalcada de Reyes               | Presentador amb Sandra Daviú (2015); Marta Solano i Jacob Petrus (2016) i Marta Solano (2017). | La 1, RTVE.ES i TVE Internacional                                                         |
| setembre de 2015 a desembre de 2015                                        | Els Venjadors en Acció           | Presentador del concurs. | Disney Channel Espanya                                                                    |
| 12 de desembre de 2016 (enregistrament) i 18 de desembre de 2016 (emissió) | 60 anys de TVE                   | Participant del programa presentat per Raffaella Carrà. | La 1, La 2, RTVE.ES i TVE Internacional                                                   |
| juliol de 2017 - setembre de 2017                                          | Hotel romàntic                   | Presentador. | La 1, RTVE.ES i TVE Internacional                                                         |
| octubre de 2017 - febrer de 2018; setembre de 2018 - desembre de 2018      | Operació Triomfo                 | Presentador. | La 1, RTVE.ES i TVE Internacional                                                         |
| maig de 2018 - juliol de 2018                                              | Ballant amb els estels           | Presentador amb Rocío Muñoz Morales. | La 1, RTVE.ES i TVE Internacional                                                         |
| 31 de desembre de 2018 - 1 de gener de 2019                                | Campanadas de finalització d'any | Copresentador amb Anne Igartiburu en la Porta del Sol de Madrid i amb Roberto Herrera des dels Realejos, (Santa Cruz de Tenerife). | La 1, La 2, Canal 24 hores, TVE Internacional, RTVE.ES, Radio 1, Radio 5 i Ràdio Exterior |
| 31 de desembre de 2018 - 1 de gener de 2019                                | Feliç 2019!                      | Copresentador amb Elena S. Sánchez – en principi amb Rocío Muñoz Morales baixa per maternitat – d'un programa amb el qual gaudir de la millor música amb artistes nacionals i internacionals, nombres visuals, humor i molta màgia.                                                                         | La 1 i TVE Internacional                                                                  |
| 2020 - present                                                             | Pasapalabra                      | | Antena 3                                                                                  |

## Vida personal
El 19 de setembre de 2015, va contreure matrimoni amb la seva parella que va conèixer a Espejo público, anomenada Sara Rubio.
L'11 de juliol de 2017 va tenir la seva primera filla anomenada Lola, amb Sara Rubio.